# اتوی چهارم

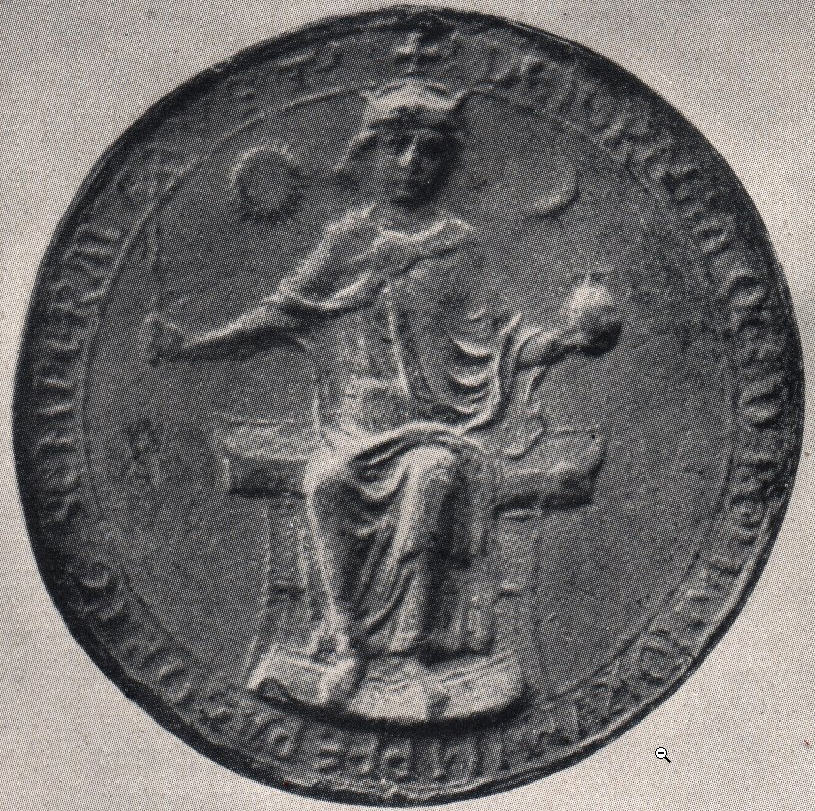
مُهر اتوی چهارم

اتوی چهارم(به آلمانی: Otto IV)(زادهٔ ۱۱۷۵- مرگ ۱۹ مهٔ ۱۲۱۸) از سال ۱۱۹۸ میلادی هماورد فیلیپ در امپراتوری مقدس روم و از ۱۲۰۹ یگانه امپراتور این کشور بود. او تنها عضو دودمان ولف است که به پادشاهی رسید. اتوی چهارم مورد خشم پاپ اینوسنت سوم بود و در ۱۲۱۵ از سوی کلیسا تکفیر شد.
او سومین پسر هاینریش شیر بود. او در انگلستان و زیر نظر پدربزرگش هنری دوم پرورش یافت. همچنین او دوست ریچارد شیردل بود و در جنگ با فرانسه در کنار او بود.
با مرگ هاینریش ششم، فیلیپ سوابی به پادشاهی برگزیده‌شد، ولی پاره‌ای از شاهزادگان آلمانی از ریچارد یکم درخواست نمودند تا به کسی از دودمان ولف برای رسیدن به شاهی یاری رساند. از این رو اتو را برای این کار برگزیدند. دستگاه پاپ با این اقدام مخالفت کرد. سرانجام شاهزادگان آلمانی در ۱۱۹۸ در کلن تاج پادشاهی را بر سرش نهادند. از دیگرسو فیلیپ دوم پادشاه فرانسه از پادشاهی فیلیپ پشتیبانی کرد و این سبب درگیری میان فرانسه و انگلستان شد.
او در واپسین سال‌های پادشاهی‌اش از فریدریش دوم شکست خورد. مرگ او به دلیل بیماری اتفاق افتاد.